# Eudryas assimilis
Eudryas assimilis là một loài bướm đêm trong họ Noctuidae.